# Janitscharenmusik

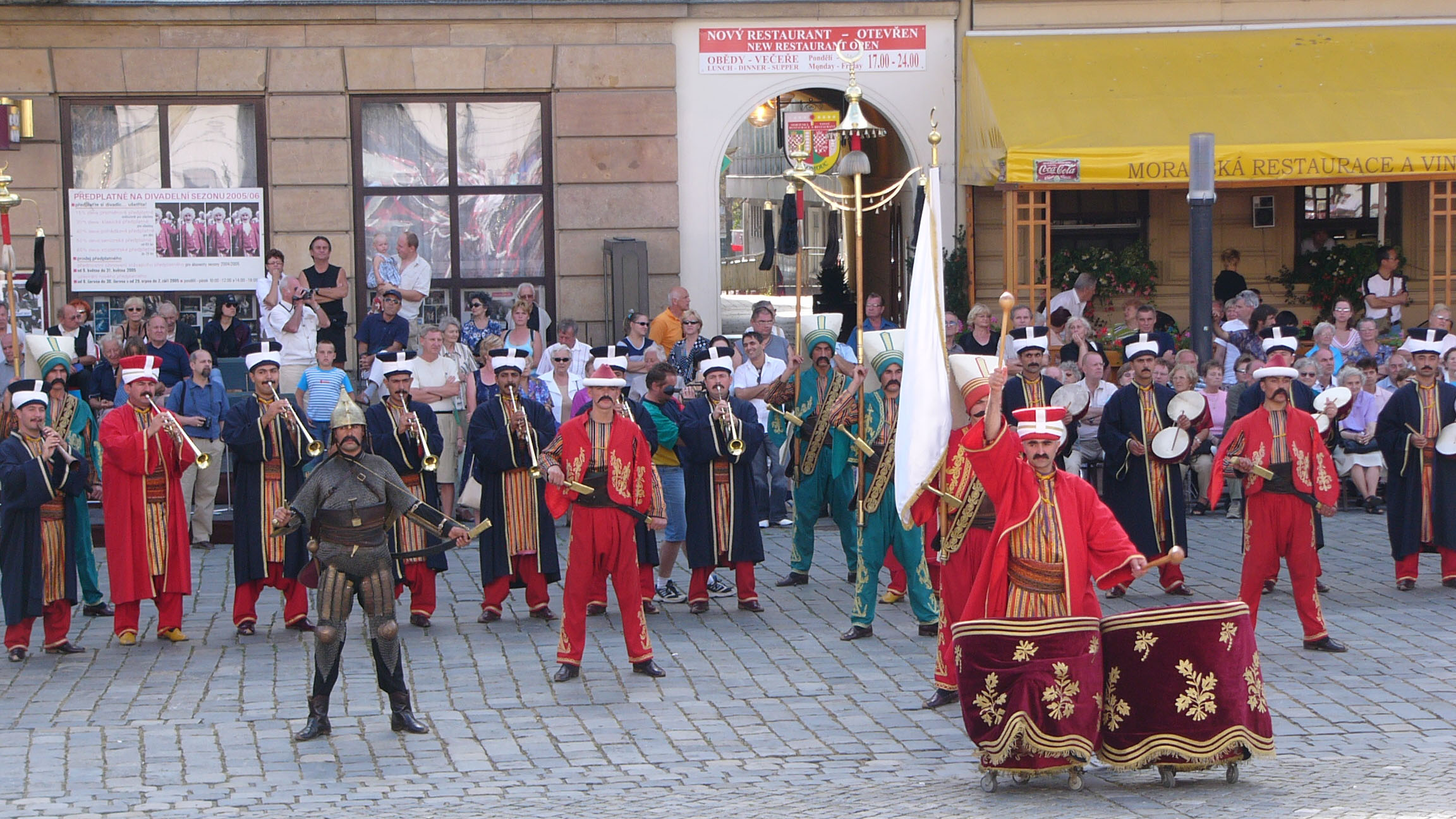
Mehterhâne. Reihe von links: Kegeloboe zurna, sechs gewundene Langtrompeten boru (anstelle der älteren geraden nafir), Schellenbaum çağana, kleine Kesseltrommelpaare nakkare. Im Vordergrund zwei große Kesseltrommeln kus. Nicht im Bild: Paarbecken zil und Zylindertrommeln davul

Die Janitscharenmusik (türkisch Mehter Marşı, „Die Mehter Märsche“) war ursprünglich die Militärmusik der Osmanen. Gespielt wurde sie von der „Mehterhâne“, der Militärkapelle des Reiches, und trägt daher eigentlich die falsche Bezeichnung.
Eingesetzt wurde die „Janitscharenmusik“ zumeist bei Militärparaden, Truppenbewegungen (zur Unterhaltung und zur Vorgabe des Marschtaktes) und anschließenden Schlachten, wobei die mitreißende Musik jeden einzelnen Kämpfer motivieren sollte. Auch die Heftigkeit eines Angriffes während einer Schlacht wurde durch die Musik gelenkt. Es wurden nach Vorgabe des Befehlshabenden schnellere, mittlere und langsame Stücke zur Differenzierung einzelner Stoßangriffe gespielt.

## Verwendung in der europäischen Musik
Die Musik der Janitscharen wurde im Zuge der Türkenkriege in Europa, vor allem aber in Österreich bekannt, und unter diesem Begriff, wahlweise aber auch unter der Bezeichnung Türkische Musik, fand sie in der klassischen Musik Verwendung. Meistens wurde sie eingesetzt, um einen effektvollen Kontrast zwischen westlich-vertrauten und östlich-exotischen Elementen zu erzeugen. Ende des 18. bis Anfang des 19. Jahrhunderts ging man sonntagvormittags „zur türkischen Musik“, also zum Platzkonzert der Militärkapelle am Ort. In Preußen war der Dienstgrad eines Militärmusikers noch um 1830 „Janitschar“.
Die Janitscharenmusik hat oft ein lebhaftes Tempo und ist fast immer eine Art Marschmusik. Wenn sie für Orchester gesetzt wurde, kamen normalerweise Schlaginstrumente zum Einsatz, die sich in der Musik der Klassik ansonsten nicht finden, typischerweise Basstrommel, Triangel und Zimbeln (zil), ähnlich den heutigen Becken. Diese Instrumente wurden tatsächlich in der türkischen Militärmusik benutzt, so dass zumindest die Instrumentierung der Janitscharenmusik authentisch war. Oft wurden dem Orchester auch noch die Piccoloflöte und hohe (z. B. C-)Klarinetten hinzugefügt, deren durchdringender Ton gut zur Freiluftatmosphäre der Musik passt und den Klang der Zurna imitieren sollte.

## Beispiele
Fast alle Meister der Wiener Klassik und auch viele Komponisten späterer Epochen haben türkische Musik zitiert. (Tonbeispiele sind im Abschnitt Weblinks zu finden.)

### Mozart
- Wolfgang Amadeus Mozarts Oper Die Entführung aus dem Serail von 1782 ist das vollkommene Werk der Janitscharenmusik, zumal die ganze Geschichte sich um stereotyp komisch-böse Türken dreht. (Der Pascha wenigstens zeigt sich am Ende großmütig und großzügig.) Die Ouvertüre der Oper sowie die beiden Janitscharenchöre, sämtlich in C-Dur, sind türkische Musik im eben beschriebenen Sinne.
- Die Klaviersonate Nr. 11 A-Dur KV 331 von 1778 endet mit dem berühmten Rondo Alla Turca, „im türkischen Stil“. Schnelle Arpeggien in der linken Hand imitieren „türkische“ Instrumente, wobei die Imitation auf den Cembali und Hammerklavieren zu Mozarts Zeiten aufgrund eines „Rasselns“ der Basssaiten, das die lauten Stellen begleitete, vermutlich besser gelang, als dies heutigen Instrumenten möglich ist. Am Anfang des 19. Jahrhunderts erschienen Klaviere mit „Janitscharenzug“, der gleichzeitig Paukenschlag und Schellenbaum imitiert.
- Das Finale des Violinkonzerts Nr. 5 in A-Dur (KV 219) von 1775, manchmal „das türkische Konzert“ genannt, enthält einen Abschnitt „türkischer Musik“. Mozart übernahm diese Passage aus einem Ballett Josef Starzers, Le gelosie del seraglio, das er 1772 in Mailand kennenlernte (Mozarts Niederschrift dieser Ballettmusik aus dem Gedächtnis trägt die Nummer 135a im Köchelverzeichnis). Im Konzert werden die Saiten des Cellos und des Kontrabasses mit dem Holz des Bogens (col legno) angeschlagen, um die perkussiven Effekte zu verstärken.
- Die Konzertarie Ein deutsches Kriegslied („Ich möchte wohl der Kaiser sein“), KV 539, von 1788 ist durchgängig im „türkischen Stil“ komponiert.

### Haydn
- Joseph Haydns Sinfonie Nr. 100, die „Militärsinfonie“ von 1794, benutzt türkische Musik im zweiten Satz und in einer kleinen Wiederaufnahme am Ende des Finales.
- Auch in seiner Oper Armida von 1783/84 (Hob. XXVIII:12) greift Haydn bei der Instrumentierung auf türkische Musik zurück. Haydn hatte eine entfernte persönliche Beziehung zur türkischen Armee – sein Urgroßvater hatte als Zivilist einen schweren Unfall während der Belagerung Wiens von 1683.

### Beethoven
- Ludwig van Beethoven schrieb 1811 eine Ouvertüre und Zwischenmusik zu August von Kotzebues Schauspiel Die Ruinen von Athen. Die Uraufführung in Pest war 1812. Ein Element in der Zwischenmusik (Opus 113 Nr. 4) ist ein türkischer Marsch. Beethoven schrieb darüber hinaus Variationen für Klavier zu seinem Marsch (Opus 76).

### Andere
Janitscharenmusik findet man auch in Kompositionen von Jean-Baptiste Lully (Marche pour la Cérémonie des Turcs aus der Ballettkomödie Le Bourgeois gentilhomme), Jean-Philippe Rameau, Michael Haydn (in seiner 1777 entstandenen Schauspielmusik zu Voltaires Zaire), Antonio Salieri (u. a. in den Opern Tarare, Axur, re d’Ormus, Palmira, regina di Persia, Il moro und Die Neger), Gioacchino Rossini, Ludwig Spohr und in zwei Opern von Christoph Willibald Gluck, La recontre imprévue (dt. bekannt als „Die Pilger von Mekka“) (1764) und Iphigénie en Tauride (1779). Auch Friedrich Witt nannte seine 1809 entstandene 6. Symphonie in a-Moll Sinfonie turque und instrumentierte sie entsprechend. Noch ein weiteres prominentes Beispiel ist Joseph Martin Kraus’ Soliman II., in dem Ouverture, Teile der Ballettmusik und Schlusschor Janitscharenmusik enthalten. Einen guten Überblick gibt die CD-Produktion Dream of the Orient (Deutsche Grammophon/Archiv, 2003, ausgezeichnet mit dem Echo Klassik 2003) von Ensemble Sarband und Concerto Köln, wo zeitgenössischen Werken osmanischer Musik europäische „Janitscharenmusiken“ von Gluck, Mozart, Beethoven und Kraus gegenübergestellt werden.

## Musikalische Charakteristika
In der Janitscharenmusik geben oft Schlaginstrumente den Rhythmus an.
Es ist (vermutlich nicht zufällig) der gleiche Rhythmus wie bei den stereotypen Liedern marschierender Soldaten. Das Melodieinstrument in der türkischen Musik betont oft den Rhythmus durch das wiederholte Spielen derselben Töne.

## Geschichte
Ein wichtiger Anstoß für die Janitscharenmusik ergab sich 1699, als Österreich und das Osmanische Reich den Vertrag von Karlowitz aushandelten. Zur Feier des Vertrages brachte die türkische Diplomatie gemeinsam mit anderen Künstlern eine Janitscharengruppe zu mehrtägigen Auftritten nach Wien.
Obwohl die Janitscharenmusik in Europa während des 18. Jahrhunderts bekannt war, waren die klassischen Komponisten nicht die ersten, die sie einsetzten. Die ersten Imitatoren waren Militärkapellen. Henry George Farmer berichtet:

„Das Verdienst, diese Batterie von Schlagzeugen und Erschütterungen (percussion and concussion) in Europa eingeführt zu haben, gebührt Polen, das in den 1720er Jahren eine vollständige türkische Kapelle vom Sultan erhalten hatte. Russland, das sich nicht ausstechen lassen wollte, suchte 1725 nach einem gleichen Gunstbeweis bei der Hohen Pforte nach, Preußen und Österreich folgten, und in den 1770er Jahren waren die meisten der anderen Ländern auch unter den Einfluss der Janitscharenmusik geraten.“

Der Import von Musikern war nur ein temporäres Phänomen, der spätere Brauch war es, die türkischen Instrumente in europäischen Militärkapellen schwarzen Künstlern zuzuweisen, die für ihren Auftritt in exotische Gewänder gekleidet wurden.
Schließlich wurde es möglich, Musik mit Basstrommel, Triangel und Becken zu komponieren, ohne gleich eine türkische Atmosphäre heraufzubeschwören, so dass im späten 19. Jahrhundert in sinfonischen Kompositionen freier Gebrauch von diesen Instrumenten gemacht wurde. So sind langfristig die türkischen Instrumente das Geschenk der türkischen Militärmusiktradition an die westliche klassische Musik geworden. Der Gebrauch des Jargonworts „Türkische Abteilung“, um die Schlagzeuggruppe eines Orchesters zu bezeichnen, hielt sich offensichtlich bis in moderne Zeiten.